# Radio Beethoven
Radio Beethoven es una estación radial chilena ubicada en el 97.7 MHz del dial FM en Santiago de Chile, dedicada exclusivamente a la difusión de música docta y clásica. Cuenta con una red de 7 emisoras a lo largo de Chile, además transmite para todo el país por el canal 651 (con D-Box) de la cableoperadora VTR, para la zona sur del país por el canal 980 de la cableoperadora Telefónica del Sur y vía Internet en el resto del país y en todo el mundo.
Nacida en marzo de 1981, en su primera etapa emitió en el 96.5 MHz, hasta el 30 de noviembre de 2019, fecha en que el Grupo Dial de Copesa vendió la frecuencia a la congregación evangélica Centro Cristiano Internacional.
En enero de 2020, la Pontificia Universidad Católica de Chile anunció un acuerdo de compra al Grupo Dial de la marca Radio Beethoven y de la frecuencia 97.7 MHz, hasta entonces Radio Zero, para relanzar la emisora en el primer semestre de 2020. La emisora finalmente se relanzó el 1 de abril de 2020.

## Historia
Fundada el 16 de marzo de 1981, por los músicos Fernando Rosas Pfingsthorn y Adolfo Flores Sayler (manteniéndose Flores hasta su último día de transmisiones como director artístico), desde un primer momento su principal objetivo fue difundir las más importantes creaciones musicales de todos los tiempos, otorgándole también a la música chilena un espacio importante. 
En Radio Beethoven trabajaron como locutores, entre otros, Carlos Wilson, Mario Calderón, José Miguel Varas, Marcelo Fortín, Carlos Fonseca, Patricio Bañados -que fue su voz emblemática desde 1986 hasta el último día de transmisiones en noviembre de 2019-, José Oplustil, Oscar Ohlsen, Roberto Barahona, Roberto Aschieri, Antonio Márquez Allison, María José Prieto, Octavio Hasbún, Daniela Müller, Daniela Goldin, Pedro Sánchez, Maritxu Sangroniz y Bárbara Espejo.
En octubre de 2005 los propietarios de la radio firmaron una promesa de compraventa de la señal con la Compañía Chilena de Comunicaciones, la que finalmente no se concretó, debido a que otros empresarios decidieron invertir en la radio para mantenerla al aire. Tras el fin de la promesa, la Compañía Chilena de Comunicaciones demandó en juicio arbitral a la Radio Beethoven, y una medida precautoria impidió que los nuevos compradores adquirieran la emisora.
En octubre de 2006 se anunció que Radio Beethoven pasaba a manos del Grupo Dial de Copesa, convirtiéndose en hermana de las radios Duna, Zero y Carolina.
En 2008, agregó una nueva frecuencia en la ciudad de San Antonio, la única fuera de Santiago en la primera etapa, a través del 100.3 MHz, la cual es cesada en enero de 2017 y devuelta a Radio Carolina cuando la señal formó parte de la venta de dicha emisora al Holding Bethia. Además, la emisora empezó a emitirse por el canal 651 de la cableoperadora VTR para el territorio chileno.
En noviembre de 2019, Copesa anunció que vendería la frecuencia 96.5 MHz a la congregación Centro Cristiano Internacional, por lo cual saldría del aire, aunque la marca seguiría siendo utilizada por el grupo. La radio finalizó transmisiones en su primera etapa el sábado 30 de noviembre de ese año con un discurso de despedida de Adolfo Flores y emitiendo la Sinfonía n.º 9 de Beethoven. 

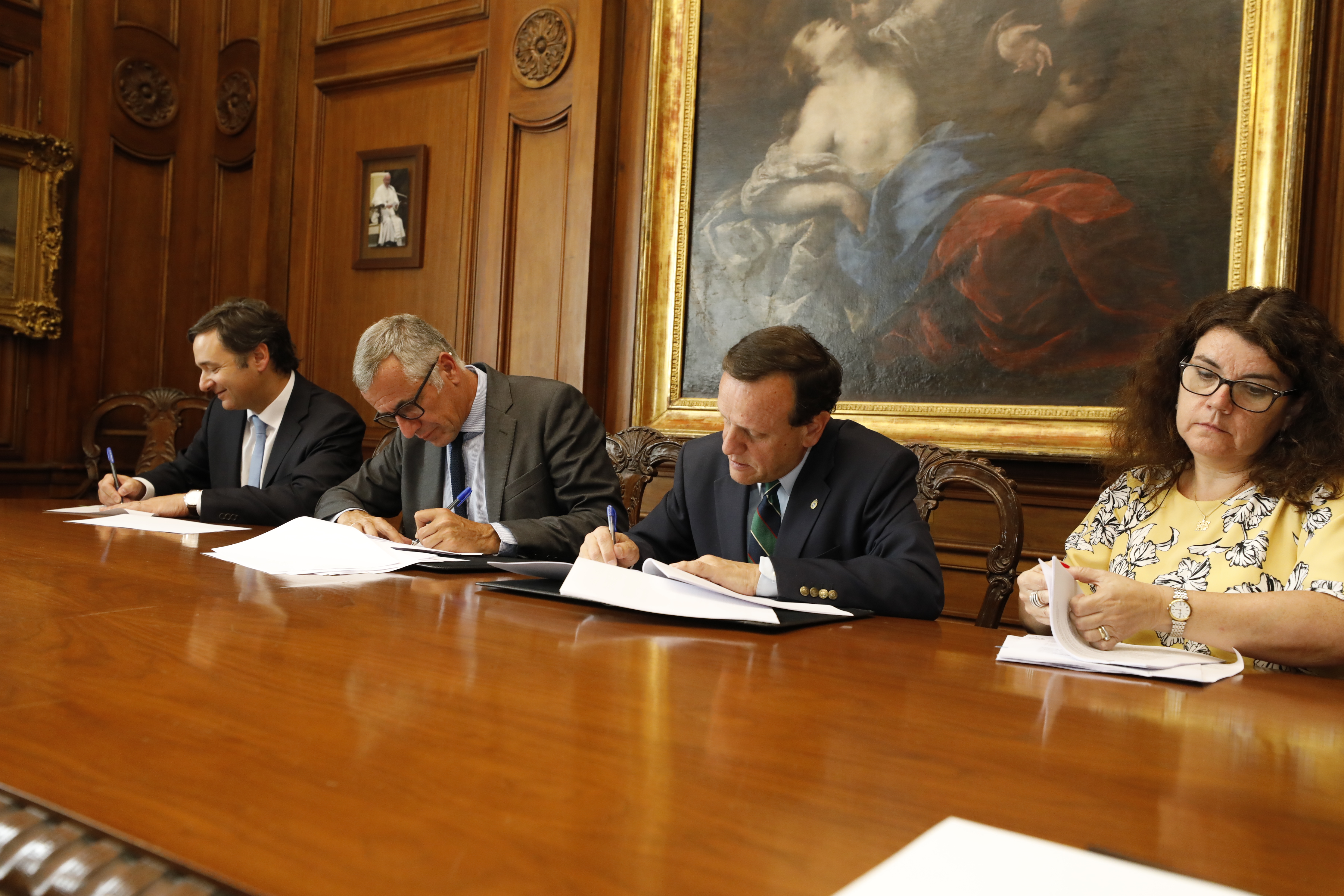
Copesa y la Universidad Católica de Chile firman la venta de Radio Beethoven (28 de enero de 2020).

El 10 de enero de 2020, la Pontificia Universidad Católica de Chile anunció que adquirió los derechos sobre la marca «Radio Beethoven» y la frecuencia de Radio Zero a Copesa; las emisiones de esta última en el 97.7 finalizaron el 31 de enero de 2020.
La nueva etapa de Radio Beethoven, operada por la PUC y emitida desde los estudios del Grupo Dial, retornó a la frecuencia modulada durante el primer semestre de 2020. Esto se concretó el 1 de abril a la medianoche donde se reinició transmisiones con un discurso de bienvenida del entonces rector de la universidad Ignacio Sánchez Díaz y emitiendo la Sinfonía n.° 9 tal como en su cierre en noviembre de 2019. 
El 28 de marzo de 2021 en la sección "Artes y Letras" del diario El Mercurio, el entonces rector de la Pontificia Universidad Católica de Chile Ignacio Sánchez, anunció que Radio Beethoven arribaría el 1 de abril a las comunas de Villarrica y Pucón, donde además, la PUC tiene un campus, en ese contexto, se anunció también que durante el segundo semestre de este mismo año, Beethoven también llegaría a las ciudades de Valdivia y Osorno. 
El 13 de septiembre de 2021 se anuncia y se concreta el regreso de la emisora al Gran Valparaíso luego de 20 años de ausencia en la zona, a través de la frecuencia 102.1 MHz (ex Radio Paula), también se ha anunciado un convenio de colaboración con distintas universidades del país que cuentan con radioemisoras para la transmisión de programas de Radio Beethoven tales como la Universidad Arturo Prat, Universidad de Tarapacá, Universidad de Antofagasta, Universidad de La Serena, entre otras, en determinadas franjas horarias y que comenzaría a partir de octubre de 2021, además de anunciar la autorización y adquisición de las frecuencias en Valdivia y Osorno. La alianza con las universidades comenzó en enero de 2022 con la emisión de un programa diario. 
El 4 de noviembre de 2021 se concreta la llegada de la emisora a las ciudades de Valdivia a través de la frecuencia 106.1 MHz (ex Radio Imagina) y Osorno en el 90.7 MHz (ex FM Dos).
El 15 de marzo de 2024, llega a La Serena y Coquimbo, a través de la frecuencia 106.3 MHz (ex Radio Imagina). 
El 5 de junio de 2025, llega a las ciudades de San Felipe y Los Andes, a través de la frecuencia 93.3 MHz (ex Radio Cooperativa).
Actualmente, en el resto del país y en todo el mundo, sólo es posible escuchar Radio Beethoven a través de la señal en línea de su página web, sus aplicaciones para iOS y Android, además, la emisora transmite por el canal 651 (con D-Box) de la cableoperadora VTR para el territorio chileno y por el canal 980 de la cableoperadora Telsur para la zona sur del país.

## Convenio de colaboración con radios universitarias
Desde 2021, Radio Beethoven ha establecido un convenio de colaboración con diversas emisoras universitarias del país, para poder transmitir algunos mircroespacios de Radio Beethoven en determinados horarios y días:
Así es como desde el 6 de enero de 2022 se dio comienzo a este convenio con la Universidad Arturo Prat de Iquique, la Universidad de Antofagasta de Antofagasta, Universidad de la Frontera de Temuco y la Universidad de Magallanes de Punta Arenas, retransmitiendo diversos programas de dichas estaciones.

## Personal
El equipo estable de la radio está conformado por los productores José Oplustil (conductor del programa de música contemporánea Siglo XXI y Archivo Maestro) y Sergio Díaz Luna (conductor del programa de música neoclásica y ambient Al otro lado del espejo). Este último, además, es en la actualidad, la voz institucional de la emisora. A ellos se sumó en 2008, el periodista Álvaro Gallegos, quien hasta el año 2016 desarrolló contenidos en la página web de la radio, incluyendo entrevistas y críticas de conciertos.
Desde la reanudación de sus transmisiones en abril de 2020, Radio Beethoven ha visto un incremento significativo de su personal, viendo los retornos de los periodistas Romina de la Sotta y Mario Córdova, el flautista Octavio Hasbún, la locutora Daniela Müller y las recientes incorporaciones de la cantante lírica de la Pontificia Universidad Católica de Chile Magdalena Amenábar, Pedro Rolle, el periodista Gonzalo Saavedra, el productor musical Vicente García-Huidobro, Felipe Ramos Taky, Pilar Castillo y el músico Nano Stern. Adicionalmente, su conformación no ha sufrido mayores modificaciones en relación con el año 2019, en ese entonces controlada por el Grupo Dial, continuando como trabajadores activos Roberto Barahona y Erik Rojas.
En mediados de 2023, para suplir la ausencia del fallecido periodista Patricio Bañados, quien se mantuvo como locutor de la emisora hasta mayo de 2023, se confirmó el regreso de la periodista Maritxu Sangroniz, quien en la actualidad conduce el programa Concierto de la mañana. 
En publicación en el apartado de "Cultura" del Diario El Mercurio, de día martes 12 de abril de 2022, ha sido confirmado el regreso del guitarrista y miembro de número de la Academia Chilena de Bellas Artes Óscar Ohlsen, retomando su recordado programa Guitarra a contar del domingo 1 de mayo de 2022.

## Antiguas frecuencias
- 107.1 MHz (Gran Valparaíso); disponible sólo para radios comunitarias.
- 100.3 MHz (San Antonio); hoy Radio Carolina, sin relación con UC Medios.
- 96.5 MHz (Santiago); hoy Nuevo Tiempo Chile, sin relación con UC Medios.
- 104.7 MHz (Temuco); hoy Radio Futuro, sin relación con UC Medios y 107.7 MHz; disponible sólo para radios comunitarias.